# Norrköpings Boxningsklubb Akilles
Norrköpings Boxningsklubb Akilles bildades 1996 genom en sammanslagning av Norrköpings BK och BK Akilles. BK Akilles grundades 1929 och föreningen har genom åren fostrat boxare som Bertil Ahlin, Stig Waltersson, Andreas Gustavsson och Maja Strömberg.
Verksamheten bedrivs fortfarande och föreningen har runt 100 aktiva medlemmar.